# Crataegus compacta
Crataegus compacta es una especie de planta del género Crataegus, perteneciente a la familia Rosaceae.

## Taxonomía
Crataegus compacta fue descrita por Charles Sprague Sargent en 1907.

## Distribución
Se encuentra en el territorio sudeste de Canadá hasta Virginia.